# Araneus purus
Araneus purus är en spindelart som först beskrevs av Simon 1907.  Araneus purus ingår i släktet Araneus och familjen hjulspindlar. Inga underarter finns listade i Catalogue of Life.